# Julgamentos das bruxas de Fulda

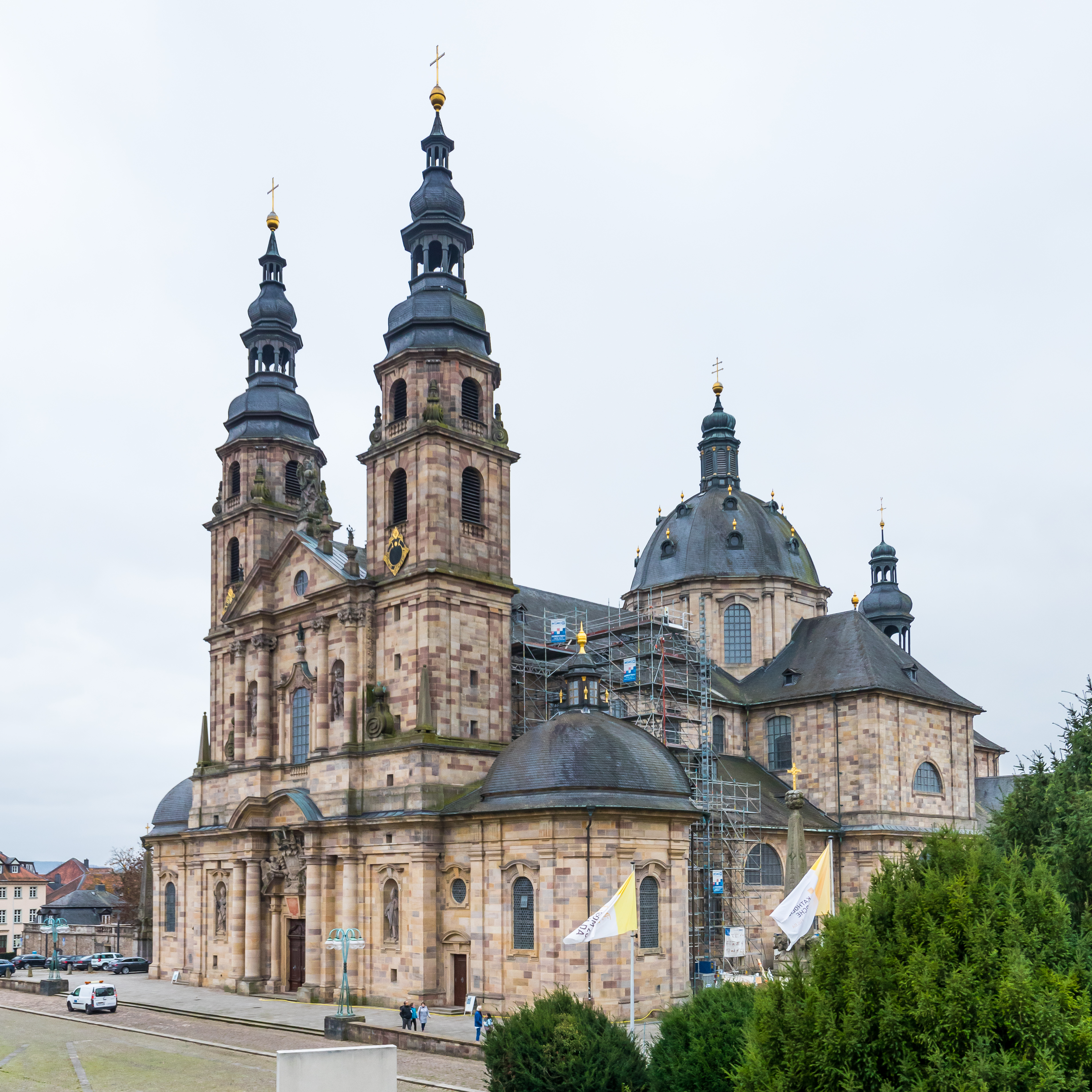
Catedral de Fulda

Os julgamentos das bruxas de Fulda foi um notável acontecimento ocorrido na Alemanha, entre os anos 1603 e 1606, que resultou na morte de cerca de 250 pessoas.
Os julgamentos foram ordenados pelo príncipe-abade Balthasar von Dernbach, depois que ele voltou ao poder em 1602, após ter sido exilado por mais de vinte anos, e presidido pelo braço direito de Dernbach, Balthasar Nuss, que tinha se ligado ao abade durante seu exílio e depois foi nomeado Zentgraf de Hofbieber e Malefizmeister. As investigações começaram em março de 1603, e logo em seguida, as prisões começaram na cidade. Uma das primeiras vítimas foi Merga Bien, que também é a mais conhecida, cujo caso foi julgado pela Câmara da Corte Imperial.
Os julgamentos foram interrompidos logo após a morte do príncipe-abade, em 15 de março de 1606. Balthasar Nuss foi preso e acusado de enriquecimento ilícito. Ele permaneceu sob custódia por 13 anos, sendo decapitado em 1618.